# سانجی گاندی
سانجی گاندی (انگلیسی: Sanjay Gandhi; زاده ۱۴ دسامبر ۱۹۴۶ – درگذشته ۲۳ ژوئن ۱۹۸۰) سیاست‌مدار اهل هند بود.

## زندگی‌نامه
سانجی گاندی در ۱۴ دسامبر ۱۹۴۶ در دهلی نو متولد شد. او عضو خانواده نهرو- گاندی بود. او فرزند کوچک‌تر ایندیرا گاندی بود و به‌طور گسترده‌ای در موفقیت مادرش به عنوان رئیس کنگره ملی هند نقش داشت، اما پس از مرگ او در یک تصادف هواپیما در ۱۹۸۰، برادر بزرگش راجیو گاندی به عنوان وارث سیاسی مادرش مطرح شد و بعد از ترور مادرش در سال ۱۹۸۴ حزب کنگره ملی هند او را به عنوان نخست‌وزیری منصوب کرد.

## مرگ و میراث
سانجی گاندی در ۲۳ ژوئن ۱۹۸۰ براثر جراحت ناشی از سانحه هوایی در نزدیکی فرودگاه سفدرجونگ در دهلی نو درگذشت.
او در حین انجام مانور هوایی کنترل هواپیما را از دست داد و سقوط کرد.
ویکی لیکس فاش کرد که سه تلاش ناموفق دیگر برای حمله به او قبل از سقوط هواپیمای او وجود داشته است.